# Ashburton District
Der Ashburton District ist eine zur Region Canterbury gehörende Verwaltungseinheit in Neuseeland. Der Rat des Distrikts, Ashburton District Council (Distriktrat) genannt, hat seinen Sitz in der Stadt Ashburton, ebenso wie die Verwaltung des Distrikts.

## Geographie

### Geographische Lage
Der Ashburton District verfügt über eine reine Landfläche von 6183 km² und ist damit der fünftgrößte Distrikt der Region Canterbury. Zum Census im Jahr 2013 zählte der Distrikt 31.041 Einwohner und brachte es damit auf eine Bevölkerungsdichte von 5,0 Einwohner pro km².
Im Nordwesten grenzt der Distrikt an den Westland District an, der zur Region West Coast gehört. Im Südwesten bildet der Timaru District die gemeinsame Grenze und im Nordosten tut dies der Selwyn District. Die südöstlich Grenze wird durch die Küstenlinie des Pazifischen Ozeans gebildet.
Landschaftlich bestimmend ist im Südosten des Distrikts die weite Ebene zwischen den beiden Flüssen Rakaia River und Ragitata River, die beide auch die natürlichen Grenzen des Distriktes nach Nordosten und Südwesten darstellen. Die Ebene ist Teil der sich an der mittleren Ostküste der Südinsel hinziehenden Canterbury Plains. Der nordwestliche Teil des Distrikts wird durch die Neuseeländischen Alpen und deren östlichen Ausläufern bestimmt. Der höchste Berg des Distriktes ist der 2650 m hohe Mount Whitcombe. Ihn umgeben zahlreiche weitere Zweitausender-Gipfel.
Die mit Abstand größte Stadt ist Ashburton mit 18.471 Einwohnern, gefolgt von Methven mit 1707 Einwohnern und Rakaia mit 1113 Einwohnern. Alle anderen Orte liegen unterhalb von 1000 Einwohnern.

### Klima
Der größte Teil des Ashburton District liegt komplett im Windschatten der westlich liegenden Neuseeländischen Alpen. Mit um die 700 mm Niederschlag pro Jahr ist der Teil vergleichsweise trocken. Weiter westlich sind Niederschlagsmengen jenseits von 1200 mm, in den Alpenregionen über 2000 mm zu rechnen. Die durchschnittlichen Tagestemperaturen im Sommer liegen im östlichen Teil zwischen 20 °C und 24 °C, im westlichen Teil zwischen 11 °C und 16 °C je nach Höhenlage. Mit Ausnahme der Küstenregion liegen die durchschnittlichen Tagestemperaturen im Hinterland im Winter im einstelligen Minusbereich, an der Küste und im östlichen Teil der Ebene dagegen zwischen 1 °C und 3 °C. Die jährliche Sonnenscheindauer beträgt im östlichen Teil zwischen 2000 und 2050 Stunden und im westlichen Teil zwischen 1500 und 1800 Stunden je nach Höhenlage.

## Bevölkerung

### Bevölkerungsentwicklung
Von den 31.041 Einwohnern des Distrikts waren 2013 2196 Einwohner Māori-stämmig (7,1 %). Damit lebten 0,4 % der Māori-Bevölkerung des Landes im Ashburton District. Das durchschnittliche Einkommen in der Bevölkerung lag 2013 bei 32.900 NZ$ gegenüber 28.500 NZ$ im Landesdurchschnitt.

### Herkunft und Sprachen
Die Frage nach der Zugehörigkeit einer ethnischen Gruppe beantworteten in der Volkszählung 2013 88,3 % mit Europäer zu sein, 7,3 % gaben an, Māori-Wurzeln zu haben, 3,4 % kamen von den Inseln des pazifischen Raums und 3,9 % stammten aus Asien (Mehrfachnennungen waren möglich). 15,3 % der Bevölkerung gab an in Übersee geboren zu sein. 1,6 % der Bevölkerung sprachen Māori als zweithäufigste Sprache nach Englisch, unter den Māori 13,9 %.

## Politik

### Verwaltung
Der Ashburton District ist noch einmal in drei Wards unterteilt, dem Ashburton Ward mit sechs Councillors (Ratsmitglieder), dem Eastern Ward mit drei und dem Western Ward mit zwei Councillors. Die dreizehn Councillors bilden zusammen mit dem Mayor (Bürgermeister) den Distrikt Council (Distriktrat) und werden alle drei Jahre neu gewählt.

### Städtepartnerschaften
Der Ashburton District unterhält vier Städtepartnerschaften:
- Pulaski County, Bundesstaat Virginia, USA, seit März 1974
- Ashburton, Grafschaft Devon, Vereinigtes Königreich, seit März 1982
- Shiozawa (Niigata), Präfektur Niigata, Japan, seit Oktober 1987
- Puyang, Provinz Henan, Volksrepublik China, seit September 2000

## Wirtschaft
Die Farmwirtschaft ist der bestimmende Wirtschaftszweig des Distriktes, der über 1/3 des Gross Domestic Product (GDP) (Bruttoinlandsprodukt), das 2014 bei 1736 NZ$ lag, erwirtschaftet. Ein weiterer wichtiger Wirtschaftszweig stellt der Tourismus dar, der vor allem im westlichen Teil des Distrikts in den Skigebieten im Winter für Einkommen sorgt. Ausgangspunkt für den Tourismus hier ist vor allem der Ort Methven, der südöstlich der Alpenregion liegt.

## Infrastruktur

### Straßenverkehr
Verkehrstechnisch angeschlossen ist der Distrikt durch den New Zealand State Highway 1, der von Süden kommend im Abstand von rund 15 km entlang der Küste den Distrikt in nordöstlicher Richtung durchquert und mit Timaru, Oamaru, Dunedin und Invercargill im Süden verbindet und nach Norden eine Verbindung nach Christchurch und den nördlichen Landesteilen der Südinsel herstellt. Die State Highways 72 und 77 stellen Querverbindungen im Distrikt her.

### Schienenverkehr
Parallel zum State Highway 1 verläuft die Eisenbahnlinie des South Island Main Trunk Railway, der den Distrikt mit Invergarcill im Süden und Christchurch im Norden sowie weiteren nördlichen Landesteilen der Südinsel verbindet. Auf dieser Eisenbahnstrecke werden aber lediglich Güter transportiert.